# Торе Ђулија (Фиренца)
Торе Ђулија је насеље у Италији у округу Фиренца, региону Тоскана.
Према процени из 2011. у насељу је живело 55 становника. Насеље се налази на надморској висини од 325 м.